# Achaemenes andringitensis
Achaemenes andringitensis är en insektsart som beskrevs av Synave 1965. Achaemenes andringitensis ingår i släktet Achaemenes och familjen kilstritar. Inga underarter finns listade i Catalogue of Life.